# Brateș (okręg Covasna)
Brateș (węg. Barátos) – wieś w Rumunii, w okręgu Covasna, w gminie Brateș. W 2011 roku liczyła 582 mieszkańców.